# مالتا (کالیفرنیا)
مالتا (به انگلیسی: Maltha) یک منطقهٔ مسکونی در ایالات متحده آمریکا است که در شهرستان کرن، کالیفرنیا واقع شده‌است. مالتا ۱۳۸ متر بالاتر از سطح دریا واقع شده‌است.